# Esiliiga B 2023
L'Esiliiga B 2023 è stata l'11ª edizione della terza divisione del campionato estone di calcio. Il campionato si è disputato tra il 5 marzo e il 12 novembre 2023 ed è stato vinto dal Welco Tartu per la prima volta nella sua storia.

## Stagione

### Novità
Dall'Esiliiga 2022 sono retrocessi il Pärnu JK e il Tulevik Viljandi, mentre dalla II Liiga sono stati promossi il Kuressaare Under-21 e il Trans Narva Under-21. Queste squadre sostituiscono il FC Tallinn e il Tabasalu promossi in Esiliiga, il Raplamaa retrocesso in II Liiga e il TJK Legion Under-21 declassato in IV Liiga.

### Formula
Le 10 squadre partecipanti si affrontano in un doppio girone di andata e ritorno, per un totale di 36 giornate. Le prime due squadre in classifica vengono promosse in Esiliiga, mentre la terza disputa uno spareggio contro la penultima dell'Esiliiga. Sono escluse dalla possibilità di promozione le formazioni Under-21 che hanno la prima squadra nella serie superiore. L'ultima classificata retrocede direttamente in II Liiga, mentre l'ottava e la nona classificata, nel caso siano una prima squadra e una Under-21, disputano due spareggi contro le vincenti dei play-off di II Liiga; se invece sono entrambe prime squadre o Under-21, la nona retrocede direttamente e solo l'ottava disputa lo spareggio.

### Avvenimenti
Il Welco Tartu ha vinto il campionato alla penultima giornata, con la vittoria per 3-1 contro il Kalev Tartu e la contemporanea sconfitta del Kalev Tallinn U21 per 2-1 in casa del Pärnu JK.

## Squadre partecipanti
| Club              | Città      | Stadio                    | Stagione precedente                                 |
| ----------------- | ---------- | ------------------------- | --------------------------------------------------- |
| Kalev Tallinn U21 | Tallinn    | Kalevi Keskstaadion       | 3º posto in Esiliiga B                              |
| Kalev Tartu       | Tartu      | Ülenurme Staadion         | 7º posto in Esiliiga B                              |
| Kalju Nõmme U21   | Tallinn    | Hiiu Staadion             | 9º posto in Esiliiga B, riammesso                   |
| Kuressaare U21    | Kuressaare | Kuressaare Linnastaadion  | 2º posto nel girone Sud/Ovest di II Liiga, promosso |
| Läänemaa          | Haapsalu   | Haapsalu Linnastaadion    | 8º posto in Esiliiga B                              |
| Pärnu JK          | Pärnu      | Pärnu Rannastaadion       | 10º posto in Esiliiga, retrocesso                   |
| Tammeka Tartu U21 | Tartu      | Sepa Staadion             | 5º posto in Esiliiga B                              |
| Trans Narva U21   | Narva      | Narva Kalev-Fama Staadion | 3º posto nel girone Nord/Est di II Liiga, promosso  |
| Tulevik Viljandi  | Viljandi   | Viljandi Linnastaadion    | 9º posto in Esiliiga, retrocesso                    |
| Welco Tartu       | Tartu      | Holm Jalgpallipark        | 4º posto in Esiliiga B                              |

## Classifica finale
|  | Pos. | Squadra           | Pt | G  | V  | N  | P  | GF | GS  | DR  |
|  | ---- | ----------------- | -- | -- | -- | -- | -- | -- | --- | --- |
|  | 1.   | Welco Tartu       | 74 | 36 | 24 | 5  | 8  | 92 | 42  | +50 |
|  | 2.   | Kalev Tallinn U21 | 67 | 36 | 19 | 10 | 7  | 99 | 53  | +46 |
|  | 3.   | Trans Narva U21   | 64 | 36 | 19 | 7  | 10 | 69 | 48  | +21 |
|  | 4.   | Kalev Tartu       | 61 | 36 | 18 | 7  | 11 | 85 | 71  | +14 |
|  | 5.   | Kuressaare U21    | 61 | 36 | 17 | 10 | 9  | 87 | 76  | +11 |
|  | 6.   | Tulevik Viljandi  | 55 | 36 | 16 | 7  | 13 | 58 | 55  | +3  |
|  | 7.   | Tammeka Tartu U21 | 44 | 36 | 12 | 8  | 16 | 63 | 70  | -7  |
|  | 8.   | Kalju Nõmme U21   | 41 | 36 | 12 | 5  | 19 | 90 | 103 | -13 |
|  | 9.   | Läänemaa          | 26 | 36 | 8  | 2  | 26 | 67 | 120 | -53 |
|  | 10.  | Pärnu JK          | 14 | 36 | 3  | 5  | 28 | 34 | 106 | -72 |

Legenda:

      Promossa in Esiliiga 2024

 Ammessa agli spareggi promozione o retrocessione

      Retrocessa in II Liiga 2024

(*) squadra ineleggibile per la promozione.
Note:
Tre punti a vittoria, uno a pareggio, zero a sconfitta.
La classifica viene stilata secondo i seguenti criteri:
- Punti conquistati
- play-off (solo per decidere la squadra campione)
- Meno partite perse a tavolino
- Partite vinte
- Punti conquistati negli scontri diretti
- Differenza reti negli scontri diretti
- Differenza reti generale
- Reti totali realizzate
- Fair-play ranking

## Spareggi

### Play-off
|             | Risultati |             | Luogo e data            |
| ----------- | --------- | ----------- | ----------------------- |
| Kalev Tartu | 0 - 0     | Elva        | Tartu, 25 novembre 2023 |
| Elva        | 2 - 1     | Kalev Tartu | Elva, 29 novembre 2023  |
|             |           |             |                         |

### Play-out

#### Squadre Under-21
|                  | Risultati |                  | Luogo e data              |
| ---------------- | --------- | ---------------- | ------------------------- |
| Harju Laagri U21 | 1 - 2     | Kalju Nõmme U21  | Laagri, 22 novembre 2023  |
| Kalju Nõmme U21  | 0 - 0     | Harju Laagri U21 | Tallinn, 25 novembre 2023 |
|                  |           |                  |                           |

#### Prime squadre

##### Semifinali
|               | Risultati |               | Luogo e data            |
| ------------- | --------- | ------------- | ----------------------- |
| Phoenix Jõhvi | 6 - 1     | Saku Sporting | Jõhvi, 19 novembre 2023 |
| Saku Sporting | 2 - 5     | Phoenix Jõhvi | Saku, 22 novembre 2023  |
|               |           |               |                         |

##### Finale
|               | Risultati |               | Luogo e data               |
| ------------- | --------- | ------------- | -------------------------- |
| Phoenix Jõhvi | 3 - 0     | Läänemaa      | Jõhvi, 25 novembre 2023    |
| Läänemaa      | 6 - 2     | Phoenix Jõhvi | Haapsalu 29, novembre 2023 |
|               |           |               |                            |